# أوسكار رودولف
أوسكار رودولف (بالإنجليزية: Oscar Rudolph)‏ هو كاتب سيناريو ومخرج أمريكي، ولد في 2 أبريل 1911 في كليفلاند في الولايات المتحدة، وتوفي في 1 فبراير 1991 في إنسينو ‏ في الولايات المتحدة بسبب سكتة.

## وصلات خارجية
- أوسكار رودولف على موقع IMDb (الإنجليزية)
- أوسكار رودولف على موقع أول موفي (الإنجليزية)
- أوسكار رودولف على موقع قاعدة بيانات الأفلام السويدية (السويدية)
- أوسكار رودولف على موقع قاعدة بيانات الفيلم (الإنجليزية)
- أوسكار رودولف على موقع كينوبويسك (الروسية)